# Lilian de Geus
Lilian de Geus, née le 13 octobre 1991, est une véliplanchiste néerlandaise.

## Palmarès

### Monde
championnats
- Troisième des championnats du monde 2019 à Nago-Torbole ( Italie)
- Championne du monde en 2018 à Aarhus ( Danemark)

Coupe
- Médaille d'argent en 2018

### Championnats d'Europe
- 2019 à Majorque ( Espagne) :
  -  médaille d'or en RS:X
- 2021 à Vilamoura ( Portugal) :
  -  médaille d'argent en RS:X